# Bundesnachrichtendienst
Bundesnachrichtendienst (BND), er den tyske udenrigsefterretningstjeneste med domicil i Pullach tæt på München. Tjenestens hovedkvarter flyttes til Berlin i et nybyggeri i 2016.
Den tyske indenrigsefterretningstjeneste er Bundesamt für Verfassungsschutz (BfV).
BND er opbygget efter anden verdenskrig, i starten under det uofficielle navn Organisation Gehlen (OG), ledet af den tidligere generalmajor Reinhard Gehlen, der havde gjort tjeneste i den tyske værnemagt under anden verdenskrig, sidst som efterretningschef på østfronten. Gehlen fungerede som chef for BND indtil 1968.
Chefen for kontraspionagen var den tidligere naziofficer Heinz Felfe. I 1961 blev han anholdt for spionage for Sovjetunionen.
Hans virke som dobbeltagent betød tab "af meget stort omfang". Han forrådte over 100 kontraktansatte CIA-folk.
I 1999 fik BND adgang til informanten Curveball hvis historie om biologiske våben i Saddam Husseins Irak var med til at legitimere invasionen af Irak i 2003. Curveballs historie var dog fabrikeret, og sagen er omtalt som en af de største fiaskoer i de hemmelige efterretningstjenesters historie.[kilde mangler]
I 2012 overtog Gerhard Schindler opgaven som præsident for BND. Han afløste Ernst Uhrlau.